# 塔寮坑溪
塔寮坑溪，又名新朝溪，位在台灣台北盆地西南方，為大漢溪的支流，流域涵蓋桃園市龜山區、新北市樹林區、新莊區，流域面積約2,900多公頃，河長約11公里。
塔寮坑溪發源於桃園市龜山區新嶺里新潮嶺西側，先向西北流經東嶺頂、西嶺頂東側後，轉向東北流經南龍壽、尖山腳，匯集來自龜崙山東側的支流後，續往東偏北流，並成為與新北市樹林區的界河。經塔寮坑、迴龍後，離開桃園市境，成為樹林與新莊的界河。在丹鳳地區匯集北側的啞口坑溪後，轉往北流貫穿新莊區境，在富國橋附近匯集十八份坑溪後，逐漸轉向東流；至建國橋附近匯集潭底溝後，在瓊林橋附近注入大漢溪。
由於上游地區過度開發，遇大雨溪水暴增，塔寮坑溪下游經常發生水患，現由經濟部水利署負責整治工程。

## 塔寮坑溪主要支流
- 塔寮坑溪：桃園市龜山區、新北市樹林區、新莊區
  - 啞口坑溪：桃園市龜山區、新北市新莊區
  - 十八份坑溪：桃園市龜山區、新北市新莊區
  - 潭底溝：新北市樹林區、新莊區

## 水患問題
塔寮坑溪上游流域占全流域約60%，多為林口山區；下流因地勢較為平坦，大雨過後，主流水位暴漲，造成西盛溝、潭底溝兩支流所流經的新莊區及樹林區積水不易消退。

## 整治方案
1999年水利署水利規劃試驗所與當時之臺北縣政府共同策劃「塔寮坑溪排水改善實施計畫」，透過整體排水改善工程，將防洪保護標準提高至50年重現期，目前約有20多項工程計劃，主要採以高地排水措施、主河道整治堤防加高措施、低地排水措施等策略進行河川整治工程。

## 外部連結
- 新北市政府環境保護局 （页面存档备份，存于）
- 工務建設